# Хосе Оскар Еррера
Хосе Оскар Еррера (ісп. José Oscar Herrera, нар. 17 червня 1965, Тала) — уругвайський футболіст, що грав на позиції півзахисника.
Виступав, зокрема, за клуби «Пеньяроль» та «Кальярі», а також національну збірну Уругваю. У складі збірної — володар Кубка Америки.

## Клубна кар'єра
Народився 17 червня 1965 року в місті Тала, Уругвай. Вихованець футбольної школи клубу «Пеньяроль». Дорослу футбольну кар'єру розпочав 1984 року в основній команді того ж клубу, в якій провів чотири сезони, взявши участь у 87 матчах чемпіонату. Більшість часу, проведеного у складі «Пеньяроля», був основним гравцем команди і став дворазовим чемпіоном Уругваю, а у жовтні 1987 року Еррера зіграв у всіх трьох матчах фіналу Кубка Лібертадорес проти колумбійської «Америки» (Калі), допомігши команді виграти звання найсильнішої команди континенту. Він також зіграв у матчі Міжконтинентального кубка 1987 року проти португальського «Порту», але тут його команда програла 1:2 і не здобула трофей.
У 1989 році Еррера переїхав до Іспанії, де протягом сезону 1989/90 грав за клуб другого дивізіону «Фігерас». Після чемпіонату уругваєць став гравцем італійського клубу «Кальярі» з Сардинії, де провів 148 матчів у Серії А і найкращі роки в європейському етапі своєї кар'єри. З Аталантою він дійшов до фіналу Кубка Італії 1995/96 , але його клуб програв там Фіорентині .
Далі протягом 1995—1997 років захищав кольори іншого італійського клубу «Аталанта». З бергамасками він дійшов до фіналу Кубка Італії 1995/96, але його клуб програв там «Фіорентині».
Згодом Еррера недовго грав у складі мексиканського клубу «Крус Асуль» та аргентинського «Ньюеллс Олд Бойз», після чого повернувся на батьківщину, виступаючи за «Пеньяроль», «Расінг» (Монтевідео) та «Монтевідео Вондерерс».
У 2001 році Еррера знову відправився за кордон, цього азу до Азії, виступаючи того року за китайський «Шаньдун Лунен» та індонезійський «Персіб», а завершив ігрову кар'єру а батьківщині у командах «Монтевідео Вондерерс» та «Пеньяроль», зігравши у складі останньої 2 матчі за сезон 2003 року і ставши таким чином чемпіоном Уругваю втретє в кар'єрі.

## Виступи за збірну
7 серпня 1988 року дебютував в офіційних матчах у складі національної збірної Уругваю у товариській грі проти збірної Колумбії (1:2), а вже наступного року у складі збірної поїхав на Кубок Америки 1989 року у Бразилії, де разом з командою здобув «срібло», зігравши у всіх 7 іграх — у 4 іграх на першому етапі проти Еквадору, Болівії, Чилі та Аргентини та в 3 іграх фінального раунду проти Парагваю, Аргентини та Бразилії.
Наступного року Еррера був у заявці збірної на чемпіонаті світу 1990 року в Італії, де Уругвай вийшов до 1/8 фіналу, Еррера зіграв у 3 матчах групового етапу — проти Іспанії, Бельгії та Південної Кореї.
Згодом у складі збірної був учасником Кубка Америки 1993 року в Еквадорі і Кубка Америки 1995 року в Уругваї. На другому з них Еррера зіграв у всіх 6 іграх — проти Венесуели, Парагваю, Мексики, Болівії, Колумбії та Бразилії і у фінальному матчі проти бразильців забив свій післяматчевий пенальті, допомігши команді здобути титул континентального чемпіона.
30 квітня 1997 року він провів свій останній матч за збірну, зігравши проти Парагваю у відбіркових матчах до чемпіонату світу 1998 року. Загалом протягом кар'єри в національній команді, яка тривала 10 років, провів у її формі 57 матчів, забивши 4 голи.

## Статистика виступів

### Статистика виступів за збірну
| Дата       | Місто                   | Господарі         | Результат          | Гості         | Турнір                             | Голи | Примітки |
| ---------- | ----------------------- | ----------------- | ------------------ | ------------- | ---------------------------------- | ---- | -------- |
| 7-8-1988   | Богота                  | Колумбія          | 2 – 1              | Уругвай       | товариський матч                   | 1    |          |
| 27-9-1988  | Асунсьйон               | Еквадор           | 1 – 2              | Уругвай       | товариський матч                   | 1    |          |
| 29-9-1988  | Асунсьйон               | Парагвай          | 3 – 1              | Уругвай       | товариський матч                   | -    |          |
| 12-10-1988 | Монтевідео              | Уругвай           | 2 – 0              | Парагвай      | товариський матч                   | -    |          |
| 2-11-1988  | Консепсьйон             | Чилі              | 1 – 1              | Уругвай       | товариський матч                   | -    |          |
| 9-11-1988  | Монтевідео              | Уругвай           | 3 – 1              | Чилі          | товариський матч                   | -    |          |
| 14-12-1988 | Монтевідео              | Уругвай           | 3 – 1              | Перу          | товариський матч                   | -    |          |
| 22-4-1989  | Верона                  | Італія            | 1 – 1              | Уругвай       | товариський матч                   | -    |          |
| 3-5-1989   | Монтевідео              | Уругвай           | 3 – 1              | Еквадор       | товариський матч                   | -    |          |
| 23-5-1989  | Кіто                    | Еквадор           | 1 – 1              | Уругвай       | товариський матч                   | 1    |          |
| 8-6-1989   | Санта-Крус-де-ла-Сьєрра | Болівія           | 0 – 0              | Уругвай       | товариський матч                   | -    |          |
| 14-6-1989  | Монтевідео              | Уругвай           | 1 – 0              | Болівія       | товариський матч                   | -    |          |
| 2-7-1989   | Гоянія                  | Еквадор           | 1 – 0              | Уругвай       | Копа Америка 1989 - 1-й етап       | -    |          |
| 4-7-1989   | Гоянія                  | Уругвай           | 3 – 0              | Болівія       | Копа Америка 1989 - 1-й етап       | -    |          |
| 6-7-1989   | Гоянія                  | Уругвай           | 3 – 0              | Чилі          | Копа Америка 1989 - 1-й етап       | -    |          |
| 8-7-1989   | Гоянія                  | Аргентина         | 1 – 0              | Уругвай       | Копа Америка 1989 - 1-й етап       | -    |          |
| 12-7-1989  | Ріо-де-Жанейро          | Уругвай           | 3 – 0              | Парагвай      | Копа Америка 1989 - фінальний етап | -    |          |
| 14-7-1989  | Ріо-де-Жанейро          | Уругвай           | 2 – 0              | Аргентина     | Копа Америка 1989 - фінальний етап | -    |          |
| 16-7-1989  | Ріо-де-Жанейро          | Бразилія          | 1 – 0              | Уругвай       | Копа Америка 1989 - фінальний етап | -    | [ 5 ]    |
| 6-8-1989   | Монтевідео              | Уругвай           | 0 – 0              | Колумбія      | товариський матч                   | -    |          |
| 27-8-1989  | Ліма                    | Перу              | 0 – 2              | Уругвай       | Відбір до ЧС 1990                  | -    |          |
| 3-9-1989   | Ла-Пас                  | Болівія           | 2 – 1              | Уругвай       | Відбір до ЧС 1990                  | -    |          |
| 17-9-1989  | Монтевідео              | Уругвай           | 2 – 0              | Болівія       | Відбір до ЧС 1990                  | -    |          |
| 24-9-1989  | Монтевідео              | Уругвай           | 2 – 0              | Перу          | Відбір до ЧС 1990                  | -    |          |
| 25-4-1990  | Штутгарт                | ФРН               | 3 – 3              | Уругвай       | товариський матч                   | -    |          |
| 18-5-1990  | Белфаст                 | Північна Ірландія | 1 – 0              | Уругвай       | товариський матч                   | -    |          |
| 22-5-1990  | Лондон                  | Англія            | 1 – 2              | Уругвай       | товариський матч                   | -    |          |
| 13-6-1990  | Удіне                   | Уругвай           | 0 – 0              | Іспанія       | ЧС 1990 - 1-й етап                 | -    |          |
| 17-6-1990  | Верона                  | Бельгія           | 3 – 1              | Уругвай       | ЧС 1990 - 1-й етап                 | -    |          |
| 21-6-1990  | Удіне                   | Південна Корея    | 0 – 1              | Уругвай       | ЧС 1990 - 1-й етап                 | -    |          |
| 13-7-1993  | Ліма                    | Перу              | 1 – 2              | Уругвай       | товариський матч                   | -    |          |
| 17-7-1993  | Монтевідео              | Уругвай           | 3 – 0              | Перу          | товариський матч                   | -    |          |
| 25-7-1993  | Сан-Кристобаль          | Венесуела         | 0 – 1              | Уругвай       | Відбір до ЧС 1994                  | 1    |          |
| 1-8-1993   | Монтевідео              | Уругвай           | 0 – 0              | Еквадор       | Відбір до ЧС 1994                  | -    |          |
| 8-8-1993   | Ла-Пас                  | Болівія           | 3 – 1              | Уругвай       | Відбір до ЧС 1994                  | -    |          |
| 29-8-1993  | Монтевідео              | Уругвай           | 4 – 0              | Венесуела     | Відбір до ЧС 1994                  | -    |          |
| 5-9-1993   | Гуаякіль                | Еквадор           | 0 – 1              | Уругвай       | Відбір до ЧС 1994                  | -    |          |
| 12-9-1993  | Монтевідео              | Уругвай           | 2 – 1              | Болівія       | Відбір до ЧС 1994                  | -    |          |
| 19-9-1993  | Ріо-де-Жанейро          | Бразилія          | 2 – 0              | Уругвай       | Відбір до ЧС 1994                  | -    |          |
| 25-6-1995  | Пайсанду                | Уругвай           | 7 – 0              | Нова Зеландія | товариський матч                   | -    |          |
| 28-6-1995  | Ривера                  | Уругвай           | 2 – 2              | Нова Зеландія | товариський матч                   | -    |          |
| 5-7-1995   | Монтевідео              | Уругвай           | 4 – 1              | Венесуела     | Копа Америка 1995 - 1-й етап       | -    |          |
| 9-7-1995   | Монтевідео              | Уругвай           | 1 – 0              | Парагвай      | Копа Америка 1995 - 1-й етап       | -    |          |
| 12-7-1995  | Монтевідео              | Уругвай           | 1 – 1              | Мексика       | Копа Америка 1995 - 1-й етап       | -    |          |
| 16-7-1995  | Монтевідео              | Уругвай           | 2 – 1              | Болівія       | Копа Америка 1995 - чвертьфінал    | -    |          |
| 19-7-1995  | Монтевідео              | Уругвай           | 2 – 0              | Колумбія      | Копа Америка 1995 - півфінал       | -    |          |
| 23-7-1995  | Монтевідео              | Уругвай           | 1 – 1 (5 – 3 п.п.) | Бразилія      | Копа Америка 1995 - Фінал          | -    | [ 6 ]    |
| 20-9-1995  | Єрусалим                | Ізраїль           | 3 – 1              | Уругвай       | товариський матч                   | -    |          |
| 11-10-1995 | Салвадор                | Бразилія          | 2 – 0              | Уругвай       | товариський матч                   | -    |          |
| 24-4-1996  | Каракас                 | Венесуела         | 0 – 2              | Уругвай       | Відбір до ЧС 1998                  | -    |          |
| 2-6-1996   | Монтевідео              | Уругвай           | 0 – 2              | Парагвай      | Відбір до ЧС 1998                  | -    |          |
| 8-10-1996  | Монтевідео              | Уругвай           | 1 – 0              | Болівія       | Відбір до ЧС 1998                  | -    |          |
| 12-11-1996 | Сантьяго                | Чилі              | 1 – 0              | Уругвай       | Відбір до ЧС 1998                  | -    |          |
| 15-12-1996 | Монтевідео              | Уругвай           | 2 – 0              | Перу          | Відбір до ЧС 1998                  | -    |          |
| 12-1-1997  | Монтевідео              | Уругвай           | 0 – 0              | Аргентина     | Відбір до ЧС 1998                  | -    |          |
| 12-2-1997  | Кіто                    | Еквадор           | 4 – 0              | Уругвай       | Відбір до ЧС 1998                  | -    |          |
| 30-4-1997  | Асунсьйон               | Парагвай          | 3 – 1              | Уругвай       | Відбір до ЧС 1998                  | -    |          |
| Усього     |                         | Матчів            | 57                 |               | Голів                              | 4    |          |

## Титули і досягнення
- Чемпіон Уругваю (2):

«Пеньяроль»: 1985, 1986, 2003
- Володар Кубка Лібертадорес (1):

«Пеньяроль»: 1987
- Володар Кубка Америки (1):

Уругвай: 1995
- Срібний призер Кубка Америки: 1989

## Особисте життя
Дочка Еррери, Софія, вийшла заміж за уругвайського футболіста Дієго Годіна.